# Gotha Go 145
O Gotha Go 145 foi um avião de treinamento biplano, monomotor alemão de dois lugares, feito de madeira e tecido, usado pela Luftwaffe durante a Segunda Guerra Mundial. Ele também foi usado como caça-bombardeiro noturno na Frente Oriental. Apesar de já obsoleto no início da Segunda Guerra, o Go 145 permaneceu em serviço operacional até o fim da Guerra na Europa como bombardeiro noturno.
Em Março de 1945, o Nachtschlachtgruppe No.5 possuía 69 Go 145, dos quais 52 em atividade enquanto o Nachtschlachtgruppe No.3 possuía 18, sendo 16 em atividade. Quando a Guerra na Europa terminou em 8 de Maio de 1945 o Gotha Go 145 equipava a maioria dos Nachtschlachtgruppen.

## Desenvolvimento
Em 2 de outubro de 1933, a fábrica de aeronaves Gothaer Waggonfabrik foi re-estabelecida. O Gotha Go 145 foi o primeiro modelo de avião a ser produzido, um biplano de dois lugares projetado por Albert Kalkert. O Gotha Go 145 era de madeira, coberto com tecido, possuindo trens de pouso fixos e um motor Argus As 10C invertido de oito cilindros em V, com uma hélice fixa de duas lâminas. O primeiro protótipo decolou em fevereiro de 1934, logo seguido por um modelo de produção, o Gotha Go 145A, que possuía controles nos dois assentos, para um instrutor e um cadete em treinamento.